# Górka Prudnicka
Górka Prudnicka (dodatkowa nazwa w j. niem. Ernestinenberg) – wieś w Polsce, położona w województwie opolskim, w powiecie prudnickim, w gminie Biała. Historycznie leży na Górnym Śląsku, na ziemi prudnickiej. Położona jest na terenie Kotliny Raciborskiej, będącej częścią Niziny Śląskiej.
W latach 1975–1998 miejscowość należała administracyjnie do ówczesnego województwa opolskiego.
Według danych na 2011 wieś była zamieszkana przez 211 osób.

## Geografia

### Położenie
Wieś jest położona w południowo-zachodniej Polsce, w województwie opolskim, około 13 km od granicy z Czechami, w zachodniej części Kotliny Raciborskiej. Należy do Euroregionu Pradziad.

### Środowisko naturalne
W Górce Prudnickiej panuje klimat umiarkowany ciepły. Średnia temperatura roczna wynosi +8,3 °C. Duże zróżnicowanie dotyczy termicznych pór roku. Średnie roczne opady atmosferyczne w rejonie Górki Prudnickiej wynoszą 612 mm. Dominują wiatry zachodnie.

## Nazwa
Topograficzny opis Górnego Śląska z 1865 roku notuje wieś jako kolonię pod polską nazwą Górka, a także niemiecką Ernestinenberg we fragmencie: „Ernestinenberg (Górka)”. W Spisie miejscowości województwa śląsko-dąbrowskiego łącznie z obszarem ziem odzyskanych Śląska Opolskiego wydanym w Katowicach w 1946 wieś wymieniona jest pod polską nazwą Górka. W opracowanej w 1971 przez Powiatowy Inspektorat Statystyczny w Prudniku Statystycznej charakterystyce miejscowości w gromadach powiatu prudnickiego, miejscowość została wymieniona pod nazwą Górka Prudnicka.
W historycznych dokumentach nazwę miejscowości wzmiankowano w różnych językach oraz formach: Ernestinenberg, Górka (1845), Ernestinenberg, Górka (1941), Ernestinenberg – Górka Prudnicka, -i -ej, górecki (1947), Górka Prudnicka, -ki -kiej (1980).

## Historia

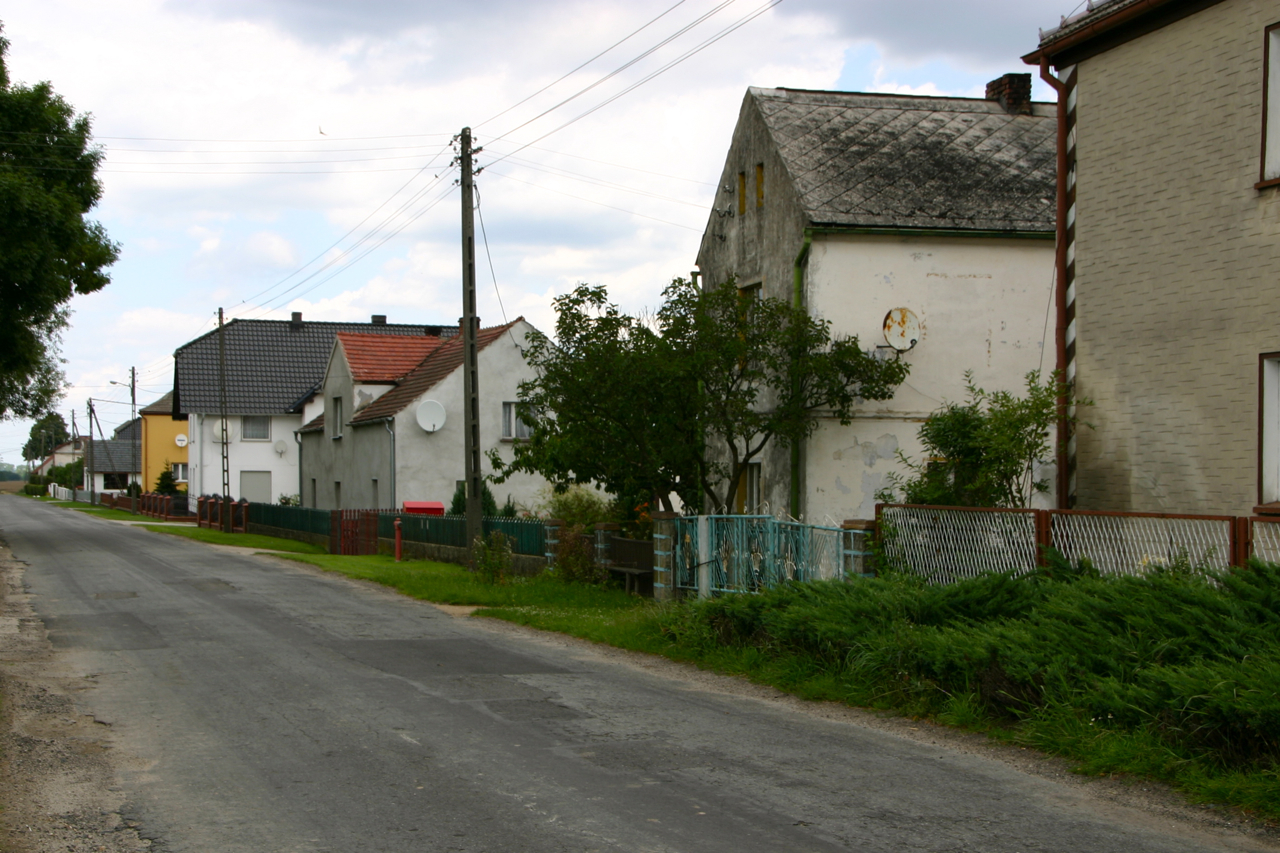
Centrum wsi

Wieś została założona w pierwszej połowie XIX wieku, co czyni ją najmłodszą w gminie. Po raz pierwszy notowana była w 1845 jako Ernestinenberg. Posługiwała się herbem. Niegdyś było tu miejsce handlu drewnem, a wieś była kolonią robotników. Istniała tu również karczma. W XIX wieku w Górce Prudnickiej funkcjonował wiatrak holenderski w kształcie wieży. W 1850 zbudowano w niej murowaną kapliczkę-dzwonnicę.

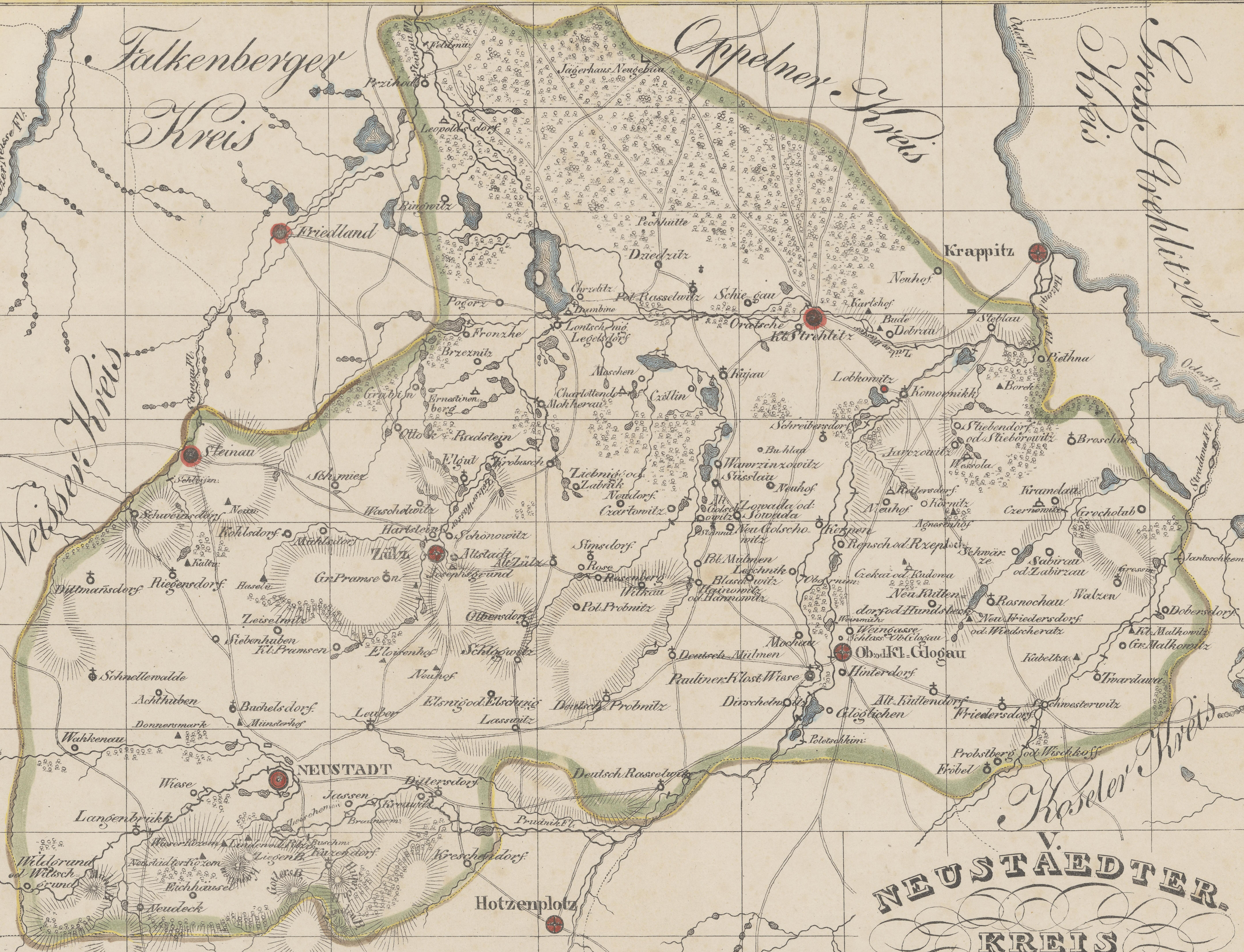
Górka Prudnicka (Ernestinenberg) wśród miejscowości ziemi prudnickiej na mapie z XIX wieku

Wieś posiadała swoją własną pieczęć, która przedstawiała w polu górę pomiędzy dwoma świerkami, a w otoku napis: GEMEINDE ERNESTINENBERG / KREIS NEUSTADT O/S. (pol. Gmina Górka Prudnicka / Powiat Prudnicki, Górny Śląsk). Według spisu ludności z 1 grudnia 1910, na 269 mieszkańców Górki Prudnickiej 2 posługiwało się językiem niemieckim, a 267 językiem polskim.

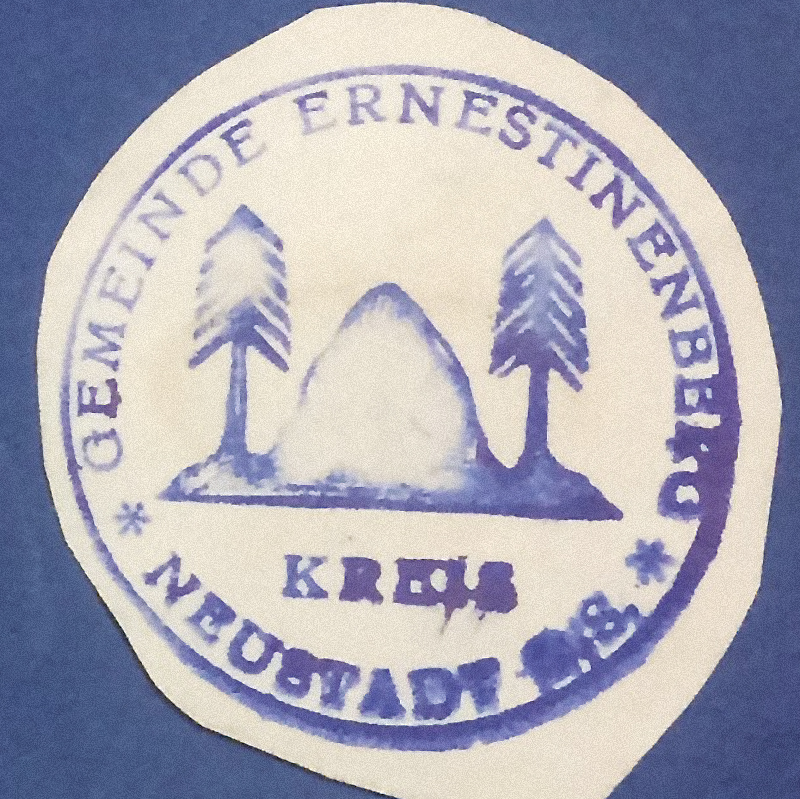
Pieczęć Górki Prudnickiej (1911)

W 1921 w zasięgu plebiscytu na Górnym Śląsku znalazła się tylko część powiatu prudnickiego. Górka Prudnicka znalazła się po stronie wschodniej, w obszarze objętym plebiscytem, w obwodzie nr 8 powiatu prudnickiego. Do głosowania uprawnionych było w Górce Prudnickiej 225 osób, z czego 123, ok. 54,7%, stanowili mieszkańcy (w tym 119, ok. 52,9% całości, mieszkańcy urodzeni w miejscowości). Oddano 223 głosy (ok. 99,1% uprawnionych), w tym 223 (100%) ważne; za Niemcami głosowało 206 osób (ok. 92,4%), a za Polską 17 osób (ok. 7,6%). Podczas III powstania śląskiego, 17-letni Franz Weiss, mieszkaniec Górki Prudnickiej, został rozstrzelany 5 czerwca 1921 przy Kanale Kłodnickim, ponieważ uznano go za polskiego szpiega, gdy próbował przedostać się z Górnośląskiego Okręgu Przemysłowego do swojej rodzinnej miejscowości.
W latach 1945–1950 Górka Prudnicka należała do województwa śląskiego, a od 1950 do województwa opolskiego.
W latach 1945–1954 i 1973–1975 wieś należała do gminy Łącznik.
W 1949 we wsi znajdował się kotlarz.

### Przynależność państwowa i administracyjna
| Okres     |                                                                                | Państwo               | Jednostka administracyjna                                                |
| --------- | ------------------------------------------------------------------------------ | --------------------- | ------------------------------------------------------------------------ |
| 1845–1871 |                                                                                | Królestwo Prus        | prowincja Śląsk, rejencja opolska, powiat prudnicki                      |
| 1871–1918 | Cesarstwo Niemieckie                                                           | Cesarstwo Niemieckie  | Królestwo Prus, prowincja Śląsk, rejencja opolska, powiat prudnicki      |
| 1918–1919 |                                                                                | Republika Weimarska   | Wolne Państwo Prusy, prowincja Śląsk, rejencja opolska, powiat prudnicki |
| 1919–1933 | Wolne Państwo Prusy, prowincja Górny Śląsk, rejencja opolska, powiat prudnicki | Republika Weimarska   |                                                                          |
| 1933–1938 | Wolne Państwo Prusy, prowincja Górny Śląsk, rejencja opolska, powiat prudnicki | III Rzesza            | III Rzesza                                                               |
| 1938–1941 | Wolne Państwo Prusy, prowincja Śląsk, rejencja opolska, powiat prudnicki       | III Rzesza            | III Rzesza                                                               |
| 1941–1945 | Wolne Państwo Prusy, prowincja Górny Śląsk, rejencja opolska, powiat prudnicki | III Rzesza            | III Rzesza                                                               |
| 1945–1946 |                                                                                | Rzeczpospolita Polska | Okręg I (Śląsk Opolski)                                                  |
| 1946–1950 | województwo śląskie, powiat prudnicki, gmina Łącznik                           | Rzeczpospolita Polska |                                                                          |
| 1950–1952 | województwo opolskie, powiat prudnicki, gmina Łącznik                          | Rzeczpospolita Polska |                                                                          |
| 1952–1954 | województwo opolskie, powiat prudnicki, gmina Łącznik                          |                       | Polska Rzeczpospolita Ludowa                                             |
| 1954–1959 | województwo opolskie, powiat prudnicki, gromada Pogórze                        |                       | Polska Rzeczpospolita Ludowa                                             |
| 1959–1973 | województwo opolskie, powiat prudnicki, gromada Łącznik                        |                       | Polska Rzeczpospolita Ludowa                                             |
| 1973–1975 | województwo opolskie, powiat prudnicki, gmina Łącznik                          |                       | Polska Rzeczpospolita Ludowa                                             |
| 1975–1989 | województwo opolskie, gmina Biała                                              |                       | Polska Rzeczpospolita Ludowa                                             |
| 1989–1998 | województwo opolskie, gmina Biała                                              | Polska                | Rzeczpospolita Polska                                                    |
| od 1999   | województwo opolskie, powiat prudnicki, gmina Biała                            | Polska                | Rzeczpospolita Polska                                                    |

## Mieszkańcy
Miejscowość zamieszkiwana jest przez mniejszość niemiecką oraz Ślązaków. Mieszkańcy wsi posługują się gwarą prudnicką, będącą odmianą dialektu śląskiego.

### Liczba mieszkańców wsi
- 1871 – 269[24]
- 1885 – 274[25]
- 1905 – 267[26]
- 1910 – 269[14]
- 1933 – 252[27]
- 1939 – 693 (razem z Brzeźnicą)[27]
- 1966 – 256[28]
- 1998 – 245[29]
- 2002 – 233[29]
- 2009 – 215[29]
- 2011 – 211[29]
- 2013 – 198[30]

## Zabytki
Do wojewódzkiego rejestru zabytków wpisany jest:
- ruina wiatraka holendra, z XIX w., wypisane z księgi rejestru.

Zgodnie z gminną ewidencją zabytków w Górce Prudnickiej chroniona jest ponadto:
- kaplica-dzwonnica

## Transport

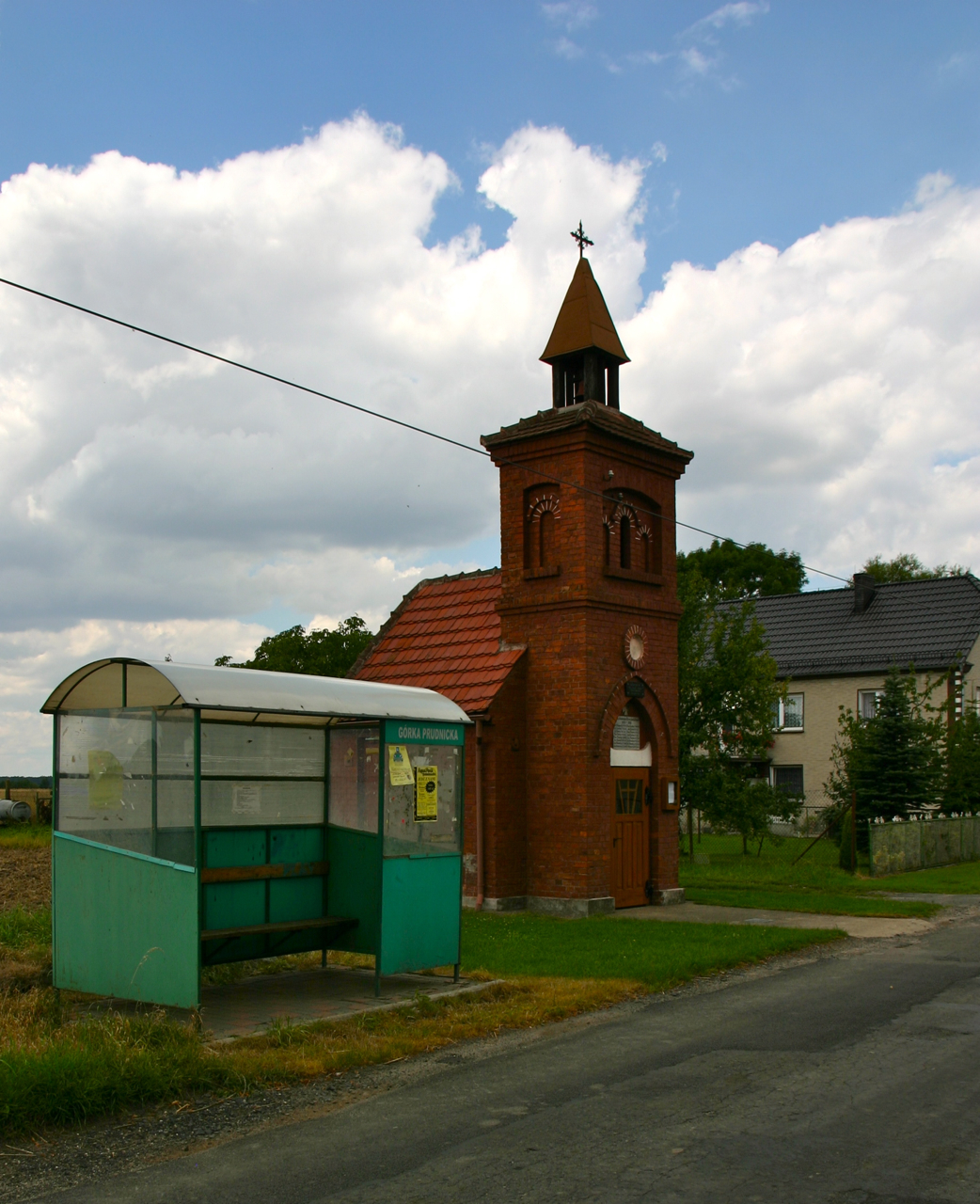
Przystanek autobusowy

W zarządzie Wydziału Drogownictwa Starostwa Powiatowego w Prudniku znajduje się droga powiatowa nr 1206O relacji Biała – Ligota Bialska – Górka Prudnicka – Frącki – Pogórze – Sowin.
Górka Prudnicka posiada połączenia autobusowe z Białą, Głuchołazami, Korfantowem, Opolem, Prudnikiem, Rzymkowicami. We wsi znajduje się jeden przystanek autobusowy.
Transport autobusowy w Górce Prudnickiej obsługiwany był przez PKS Prudnik. W 2004 prudnicki PKS został sprywatyzowany z udziałem Connex Polska. W 2008, w wyniku połączenia spółek PKS Connex Prudnik i PKS Connex Kędzierzyn-Koźle, utworzona została spółka Veolia Transport Opolszczyzna, w 2013 przejęta przez Arriva Bus Transport Polska. W 2019 Arriva wycofała się z Prudnika. Wówczas organizacją przewozów pasażerskich w Górce Prudnickiej i okolicy zajęły się ościenne PKS-y. W grudniu 2021 powołano Powiatowo-Gminny Związek Transportu „Pogranicze”, mający na celu poprawę jakości transportu.

## Religia
Katolicy z Górki Prudnickiej należą do parafii św. Stanisława Biskupa w Ligocie Bialskiej (dekanat Biała).

## Turystyka

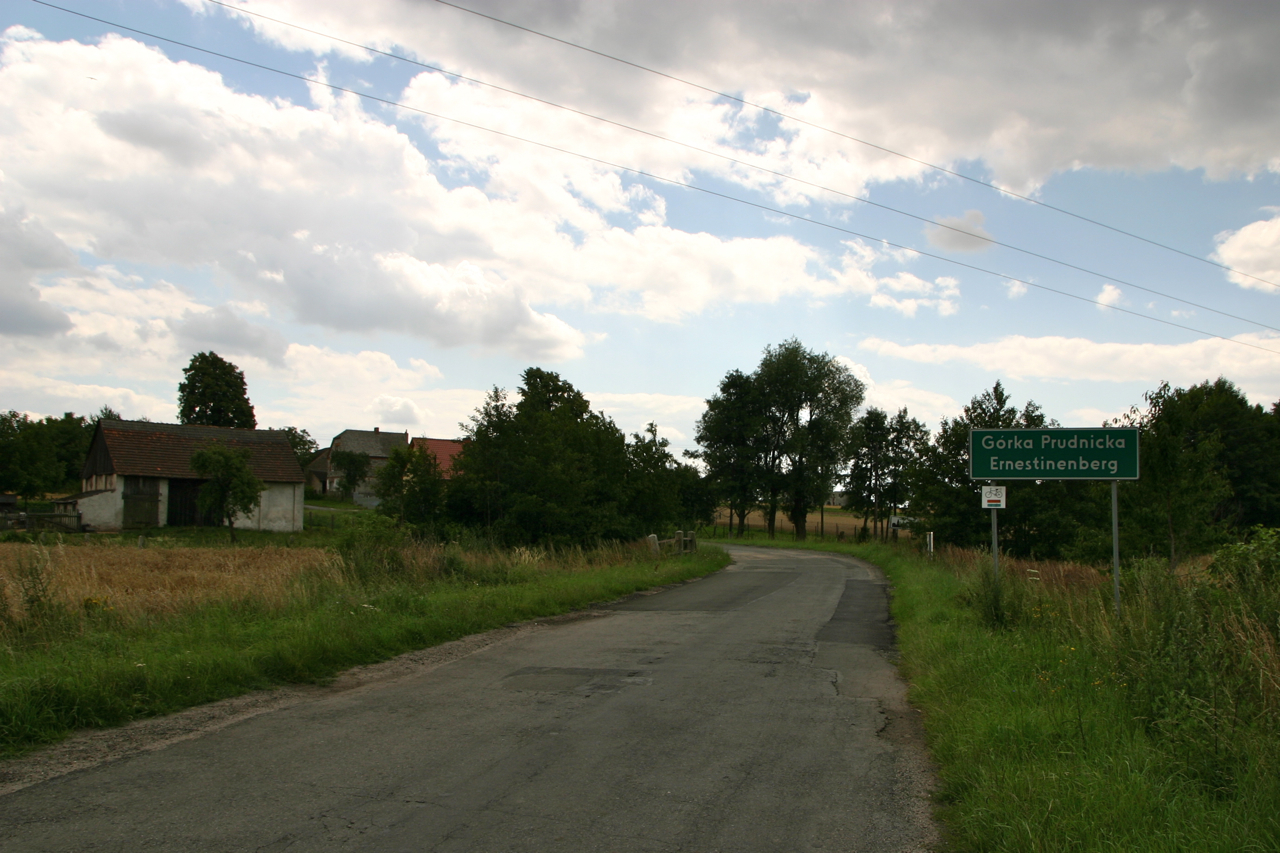
Wjazd do Górki Prudnickiej od strony Brzeźnicy z oznakowaniem tras rowerowych

Oddział PTTK „Sudetów Wschodnich” w Prudniku ustanowił turystyczną Odznakę Krajoznawczą Ziemi Prudnickiej, którą zdobywa się poprzez zwiedzenie odpowiedniej liczby obiektów w miejscowościach położonych na ziemi prudnickiej, w tym w Górce Prudnickiej.

### Szlaki turystyczne
Przez Górkę Prudnicką prowadzi szlak turystyczny:
- Szlakami bociana białego (46,6 km): Biała – Solec – Olbrachcice – Wierzch – Wilków – Rostkowice – Mokra – Łącznik – Brzeźnica – Górka Prudnicka – Ligota Bialska – Biała[44]

### Szlaki rowerowe
Przez Górkę Prudnicką prowadzą szlaki rowerowe:
- Trasa rowerowa PTTK nr 261-c: Biała – Stare Miasto – Solec – Olbrachcice – Wierzch – Wilków – Rostkowice – Gostomia – Krobusz – Radostynia – Mokra – Łącznik – Brzeźnica – Górka Prudnicka – Ligota Bialska – Biała
- Trasa rowerowa PTTK nr 262-z: Biała – Stare Miasto – Solec – Rostkowice – Gostomia – Nowa Wieś Prudnicka – Urszulanowice – Moszna – Ogiernicze – Łącznik – Chrzelice – Rzymkowice – Pogórze – Frącki – Brzeźnica – Górka Prudnicka – Ligota Bialska – Biała

## Bezpieczeństwo
W zakresie ochrony przeciwpożarowej oraz innych miejscowych zagrożeń w Brzeźnicy i Górce Prudnickiej działa jednostka Ochotniczej Straży Pożarnej.
Miejscowość jest pod opieką dzielnicowego rejonu służbowego nr 16 Komendy Powiatowej Policji w Prudniku (Posterunek Policji w Białej).
Teren wsi, jak i całej gminy Biała, położony jest w strefie nadgranicznej w związku z czym Straż Graniczna dysponuje, na tym obszarze, specjalnymi kompetencjami w zakresie bezpieczeństwa. Gminę Biała obejmuje zasięgiem służbowym placówka Straży Granicznej w Opolu ze Śląskiego Oddziału SG.